# Actias artemis
 Actias artemis là một loài bướm đêm trong chi Actias thuộc họ Saturniidae. Loài bướm đêm này sinh sống ở Nhật Bản, Triều Tiên, Trung Quốc, Ấn Độ, Malaysia.